# Сан-Хуан (Аргентина)
```

```

Сан-Хуа́н (ісп. San Juan) — місто в західній частині Аргентини, в регіоні Куйо на західному березі річки Сан-Хуан, столиця провінції Сан-Хуан. Населення міста становить 109 тис. мешканців (перепис INDEC 2010 року), а населення агломерації — понад 471 тис. мешканців.
Сан-Хуан має широкі вулиці та добре сплановане. Місто дуже зелене, через нього проходять численні канали, за що Сан-Хуан отримав прізвисько «міста-оазису». Це важливий транспортний вузол району. Тут багато сучасних будівель, музеїв, інших культурних установ. Навколо міста розкинулися великі виноградники та інші сільськогосподарські райони, район міста є аргентинським центром виноробства.

## Історія

### Доколумбові часи
Першими поселенцями цих міст були індіанці племені уарпе. Вони займалися рослинництвом і тваринництвом. Ними була споруджена мережа зрошувальних каналів для вирощування кукурудзи, кіноа, квасолі, гарбузів і мате. Індіанці такою вирощували лам і гуанако для харчування та використання як гужового транспорту. Уарпе полювали на гуанако і нанду, збирали яйця нанду, фрукти чаньяру і рожкового дерева.

### Конкіста
13 червня 1562 року Хуан Хуфре заснував місто Сан-Хуан-де-ла-Фронтера (ісп. San Juan de la Frontera) від імені генерал-капітана Чилі і короля Іспанії Філіпа II. Назва була дана на честь Івана Хрестителя. Того ж року Хуфре поїхав до Чилі і ніколи не повертався до міста. До 1594 року у Сан-Хуані була збудована лише церква і будинок домініканців. Будинки іспанських поселенців мало чим відрізнялися від помешкань місцевих індіанців.
Наприкінці 1593 року річка Сан-Хуан змила місто, тому воно було перенесено південніше від первинного розташування.
1776 року місто разом з регіоном Куйо було відділене від Чилі і приєднане до віце-королівства Ріо-де-ла-Плата як частина провінції Тукуман. Через два роки регіон було приєднано до інтендантства Сальта. 1872 року Куйо було підпорядковано інтендантству Кордова.

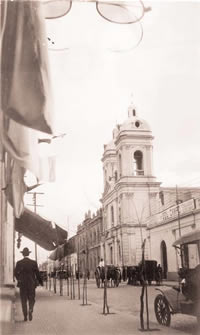
Сан-Хуан у 1894

### Незалежність

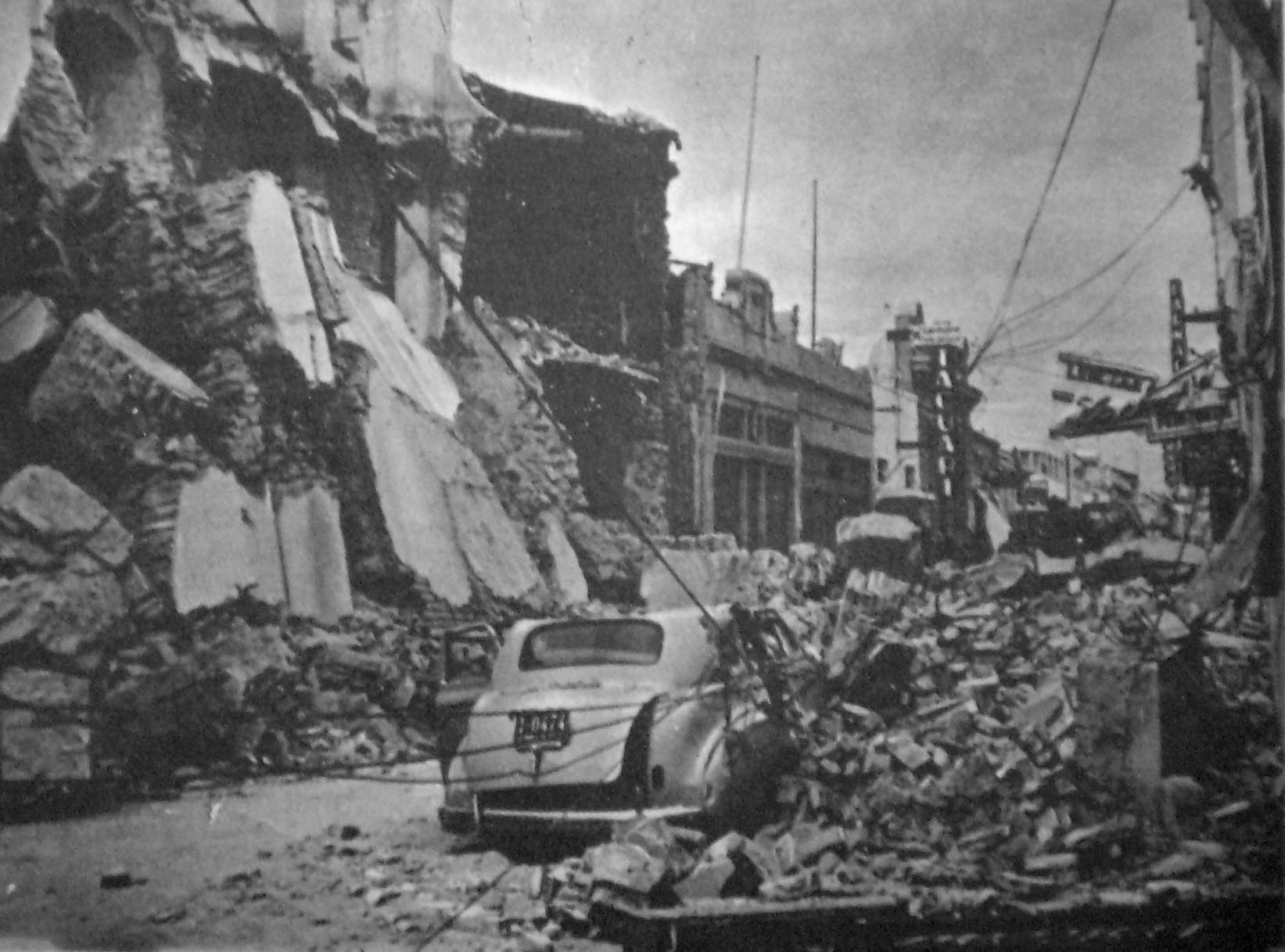
Вулиці Сан-Хуана після землетрусу 1944 р.

1 березня 1820 року інтендантство Куйо припинило своє існування. Натомість Сан-Хуан, Сан-Луїс і Мендоса об'єдналися і оголосили про свою незалежність.
22 грудня 1828 року папа Лев XII своїм указом створив апостольський вікаріат Сан-Хуана, незалежний від кордовської єпархії.
Під час громадянської війни в Аргентині відзначився уродженець Сан-Хуана Домінго Фаустіно Сарм'єнто, який став президентом республіки.
21 травня 1862 було створено Національний Коледж Сан-Хуана, третій найстаріший в Аргентині.
1870 року у місті було утворено Банк Куйо.
1885 року до міста провели залізницю, завдяки чому торгівля отримала поштовх для розвитку.
1894 року місто сильно постраждало від землетрусу. Загинуло 10 осіб. До початку XX ст. місто було повністю відбудоване.

### Новітня історія
Ввечері 15 січня 1944 року стався потужний землетрус силою 7,8 балів за шкалою Ріхтера з епіцентром за 20 км від Сан-Хуана. Місто було повністю зруйноване. Загинули близько 10 тисяч людей.
1947 року було засновано місцеву газету.
З 1948 по 1961 роки відбувалася відбудова міста. Було збудовано 53 школи, 20 поліцейських відділень, РАГСи, будинок уряду провінції, суди, в'язницю, обсерваторію, секретаріат туризму, нові вулиці, площі, проведено електрифікацію та багато інших робіт.
1954 року розпочалося спорудження нового кафедрального собору, який було відкрито 1979 року.
1956 року президент Аргентини Педро Еухеніо Арамбуру виділив 324 мільйонів песо на відбудову Сан-Хуана.
1960 року було відкрито перший торговий центр.
1963 року було утворено приватний Католицький університет Куйо.
1964 року у місті з'явилося телебачення. Того ж року було засновано Провінційний Університет ім. Домінго Фаустіно Сарм'єнто і відкрито аеропорт.
1970 року у місті відбувся світовий чемпіонат з хокею.
1973 року було створено Національний університет Сан-Хуана.
1977 року у Сан-Хуані знову відбувся землетрус, але вже з меншими втратами.
1978 року у місті вдруге відбувся чемпіонат світу з хокею. Команда Аргентини стала чемпіоном світу.
1980 року була відкрита гідроелектростанція Ульюм.
1989 року у місті втретє відбувся чемпіонат світу з хокею.
1994 року припинила свою роботу залізниця.
1996 року у Сан-Хуані з'явився мобільний зв'язок і Інтернет.
2001 року у місті вчетверте відбувся чемпіонат світу з хокею.

## Клімат
Клімат Сан-Хуана напівпустельний зі значною амплітудою коливань температури як протягом року, так і протягом доби. Середня температура січня 27 °C, середній максимум для цього місяця 34 °C, абсолютний максимум 44 °C. Середня температура липня 8 °C, нерідкі заморозки. Абсолютний мінімум температури за період спостереження з 1961 по 1990 роки −9,2 °C. Середня місячна кількість опадів не перевищує 30 мм.
У серпні і вересні переважають західні вітри Сонда, дуже теплі і сухі. Типовим для усіх пір року є південно-західний вітер Памперо, сильний, прохолодний і вологий, часто приносить грози. Також є північний вітер, який приносить теплі і вологі тропічні повітряні маси.
| Клімат Сан-Хуана                                                                                                 | Клімат Сан-Хуана | Клімат Сан-Хуана | Клімат Сан-Хуана | Клімат Сан-Хуана | Клімат Сан-Хуана | Клімат Сан-Хуана | Клімат Сан-Хуана | Клімат Сан-Хуана | Клімат Сан-Хуана | Клімат Сан-Хуана | Клімат Сан-Хуана | Клімат Сан-Хуана | Клімат Сан-Хуана |
| Показник | Січ.             | Лют.             | Бер.             | Квіт.            | Трав.            | Черв.            | Лип.             | Серп.            | Вер.             | Жовт.            | Лист.            | Груд.            | Рік              |
| Абсолютний максимум, °C                                                                                          | 45,4             | 45,1             | 42,1             | 39,3             | 38,1             | 34,4             | 33,4             | 38,5             | 41,8             | 42,5             | 44,5             | 46,7             | 46,7             |
| Середній максимум, °C                                                                                            | 34,6             | 33,4             | 30,0             | 25,6             | 20,8             | 16,4             | 16,3             | 19,8             | 22,5             | 28,0             | 31,8             | 34,3             | 26,1             |
| Середня температура, °C                                                                                          | 27,0             | 25,7             | 22,4             | 17,5             | 12,2             | 7,8              | 7,8              | 10,8             | 14,0             | 19,7             | 23,5             | 26,4             | 17,9             |
| Середній мінімум, °C                                                                                             | 19,4             | 18,5             | 15,8             | 11,0             | 5,4              | 1,1              | 1,1              | 3,3              | 6,3              | 11,3             | 14,9             | 18,3             | 10,5             |
| Абсолютний мінімум, °C                                                                                           | 7,8              | 2,8              | 2,5              | −1,6             | −4,1             | −7,5             | −9               | −7,2             | −5,1             | −0,5             | 2,1              | 6,6              | −9               |
| Середня кількість сонячних годин на місяць                                                                       | 337,9            | 293,8            | 282,1            | 273,0            | 232,5            | 207,0            | 238,7            | 254,2            | 264,0            | 303,8            | 324,0            | 350,3            | 3361,3           |
| Норма опадів, мм                                                                                                 | 15.3             | 18.4             | 11.4             | 1.9              | 4.6              | 1.3              | 7.2              | 3.0              | 7.0              | 4.7              | 5.9              | 11.6             | 92.3             |
| Днів з опадами                                                                                                   | 4                | 4                | 3                | 1                | 1                | 0,6              | 2                | 1                | 3                | 1                | 2                | 3                | 25,6             |
| Вологість повітря, %                                                                                             | 48               | 51               | 57               | 60               | 62               | 65               | 63               | 52               | 49               | 43               | 41               | 43               | 53               |
| --- | ---------------- | ---------------- | ---------------- | ---------------- | ---------------- | ---------------- | ---------------- | ---------------- | ---------------- | ---------------- | ---------------- | ---------------- | ---------------- |
| Джерело: Servicio Meteorológico Nacional Oficina de Riesgo Agropecuario (record highs and lows), UNLP (sun only) |                  |                  |                  |                  |                  |                  |                  |                  |                  |                  |                  |                  |                  |

## Освіта

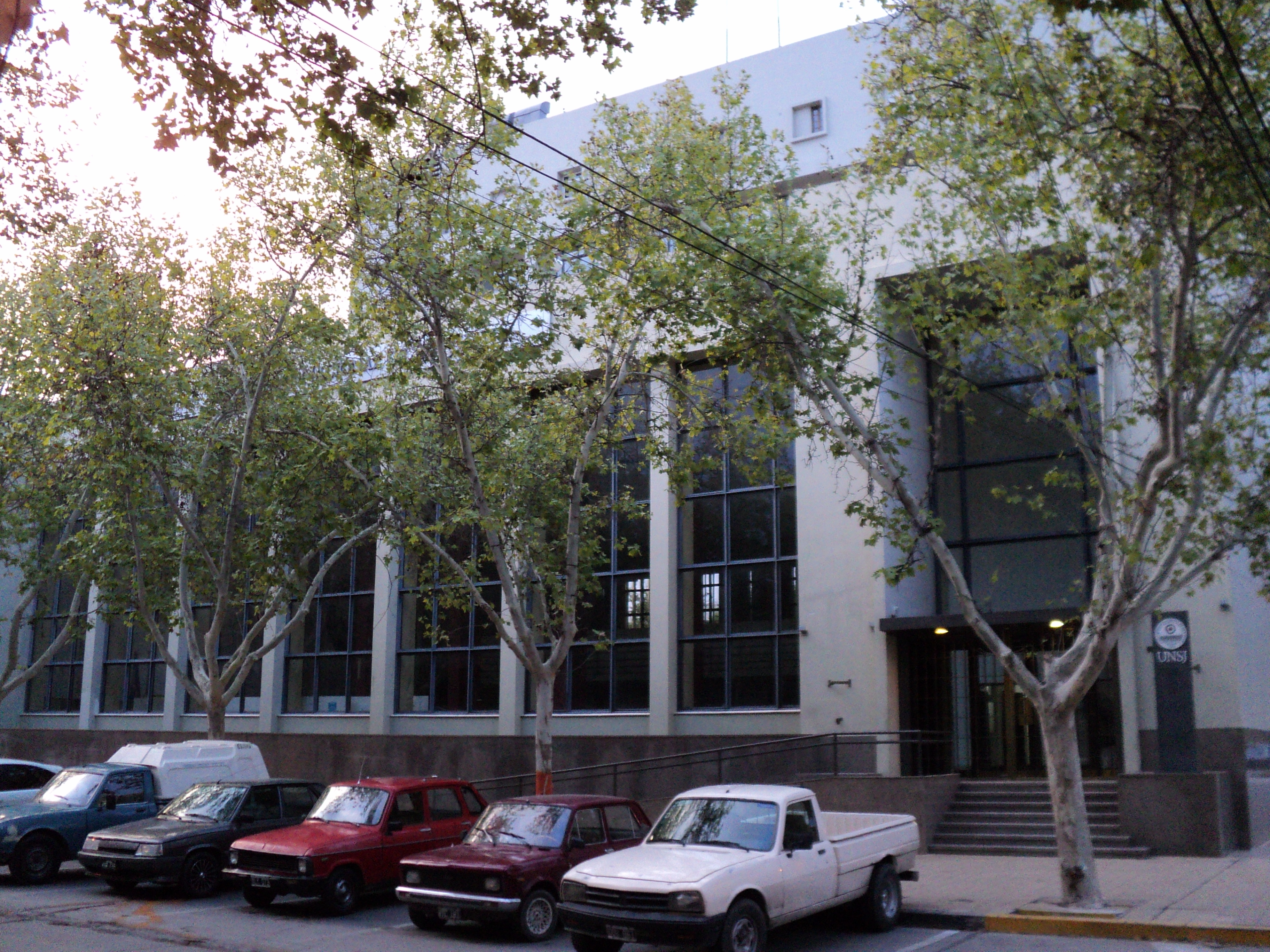
Національний університет Сан-Хуана

У місті Сан-Хуан знаходиться велика кількість освітніх закладів усіх рівнів, серед яких 50 державних коледжів і велика кількість приватних.
У місті є два університети:
- Національний університет Сан-Хуана (ісп. Universidad Nacional de San Juan), відокремлений 1973 року від Національного університету Куйо. Зараз налічує близько 20 тисяч студентів на 5 факультетах (інженерному, архітектури і дизайну, філософії і мистецтв, соціології, точних наук)
- Католицький університет Куйо (ісп. Universidad Católica de Cuyo) — приватний релігійний навчальний заклад, заснований 1953 року.

## Транспорт

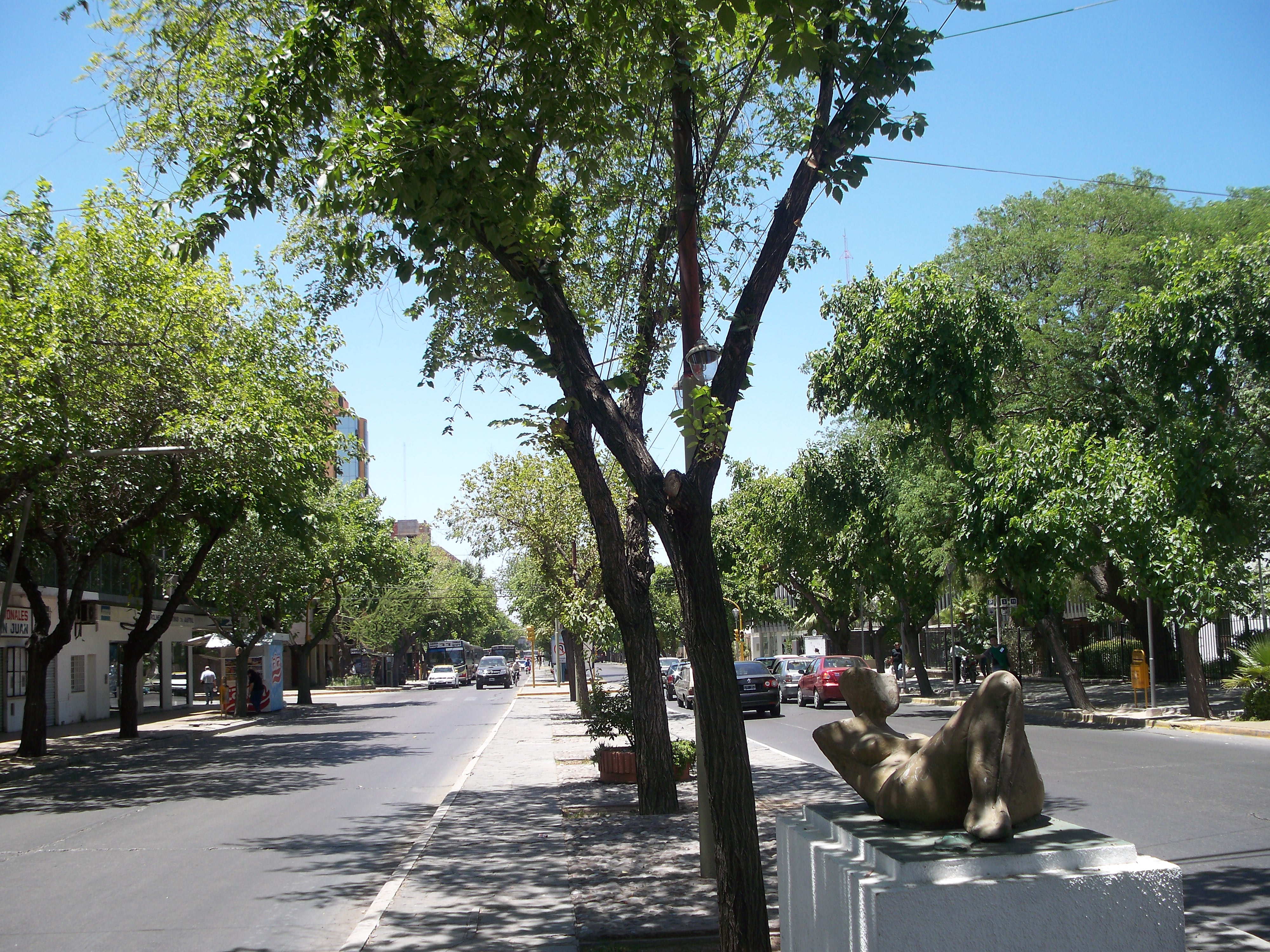
Вулиця Сан-Мартіна

Громадський транспорт Сан-Хуана представлений автобусами. Через швидке зростання населення і розмірів міста розглядається проект прокладення тролейбусної і трамвайної мереж.
З іншими містами Аргентини Сан-Хуан поєднують:
- автомобільні шляхи:
  - національні траси № 40 і A014,
  - провінційні траси № 7 і 12
- авіасполучення (аеропорт Домінго Фаустіно Сарм'єнто).

До 1994 року функціонувала залізниця.

## Спорт
У Сан-Хуані найпопулярнішими видами спорту є:
- Футбол. У місті є такі футбольні клуби:
  - Сан-Мартін (ісп. Club Atlético San Martín) — заснований 27 вересня 1907 року, має стадіон «Іларіо Санчес», з 1970 по 2008 грав у першому дивізіоні, з 2008 року — у другому.
  - Десампарадос (ісп. Club Sportivo Desamparados) — заснований 10 вересня 1919 року, має стадіон «Ель Серпентаріо», чемпіон Аргентини 2006/07.
- Велоспорт. Сан-Хуан вважається національною столицею велосипедного спорту. Найвідоміші клуби: Pedal Club Olimpia, Alvear Cicles Club, Club Huracán, Club Independiente.
- Хокей. Сан-Хуан є також столицею аргентинського хокею. Більшість гравців аргентинської збірної з хокею виступають за клуби Сан-Хуану. Стадіон Сан-Хуана чотири рази приймав чемпіонат світу з хокею: у 1970, 1978, 1989, 2001 роках. 2011 року у місті знову буде проходити світовий чемпіонат. Найвідоміші хокейні клуби міста: Олімпія, Сосьяль, Естудьянтіль, Консепсьйон, Тринідад.
- Баскетбол. Найвідомішим клубом є Інка Уасі
- Регбі. Найвідоміші команди Уасіуль (ісп. Huazihul) і «U» (команда Національного університету Сан-Хуана), які змагаються у першому дивізіоні.
- Теніс. Найвідоміші клуби: Banco Hispano, Ausonia, Jockey Club San Juan і San Juan Lawn Tenis Club.

## Туризм
Найвизначнішими туристичними принадами міста є:
- Виноградники, якими проходить Винний тур Сан-Хуана (ісп. Rutas del vino de San Juan) — один з найпопулярніших в Аргентині (84 тисячі туристів у 2006 році)
- Оливковий тур (ісп. Rutas del Olivo)[13]
- Кафедральний собор — відкритий 16 грудня 1979 року, один з найновіших в Аргентині. Має дзвіницю висотою 51 м з оглядовим майданчиком і годинником
- Громадський центр
- Будинок-музей Домінго Фаустіно Сарм'єнто, визнаний першою історичною пам'яткою Аргентини 1910 року
- Театр Сарм'єнто
- Музей природничих наук, де знаходяться зокрема знахідки з Ісчігуаласто, наприклад, динозавра — санхуанзавра, якого названо на честь провінції Сан-Хуан
- Провінційний історичний музей Агустін Гнекко
- Музей образотворчих мистецтв Франклін Росон
- Церква Ла-Мерсед
- Кімната Сан-Мартіна у монастирі Санто-Домінго
- Історичний музей братів Насіф Вайс, де знаходяться полотна і скульптури аргентинських та іноземних художників, ювелірні вироби, старовинні вироби ремісників, археологічні знахідки тощо
- Музей Сантьяго Граффінья, присвячений історії виноробства у Сан-Хуані
- Бібліотека Франкліна, найстаріша в Південній Америці, заснована 1886 року
- Фестиваль Сонця, який проводиться з 1972 щороку останнього тижня лютого

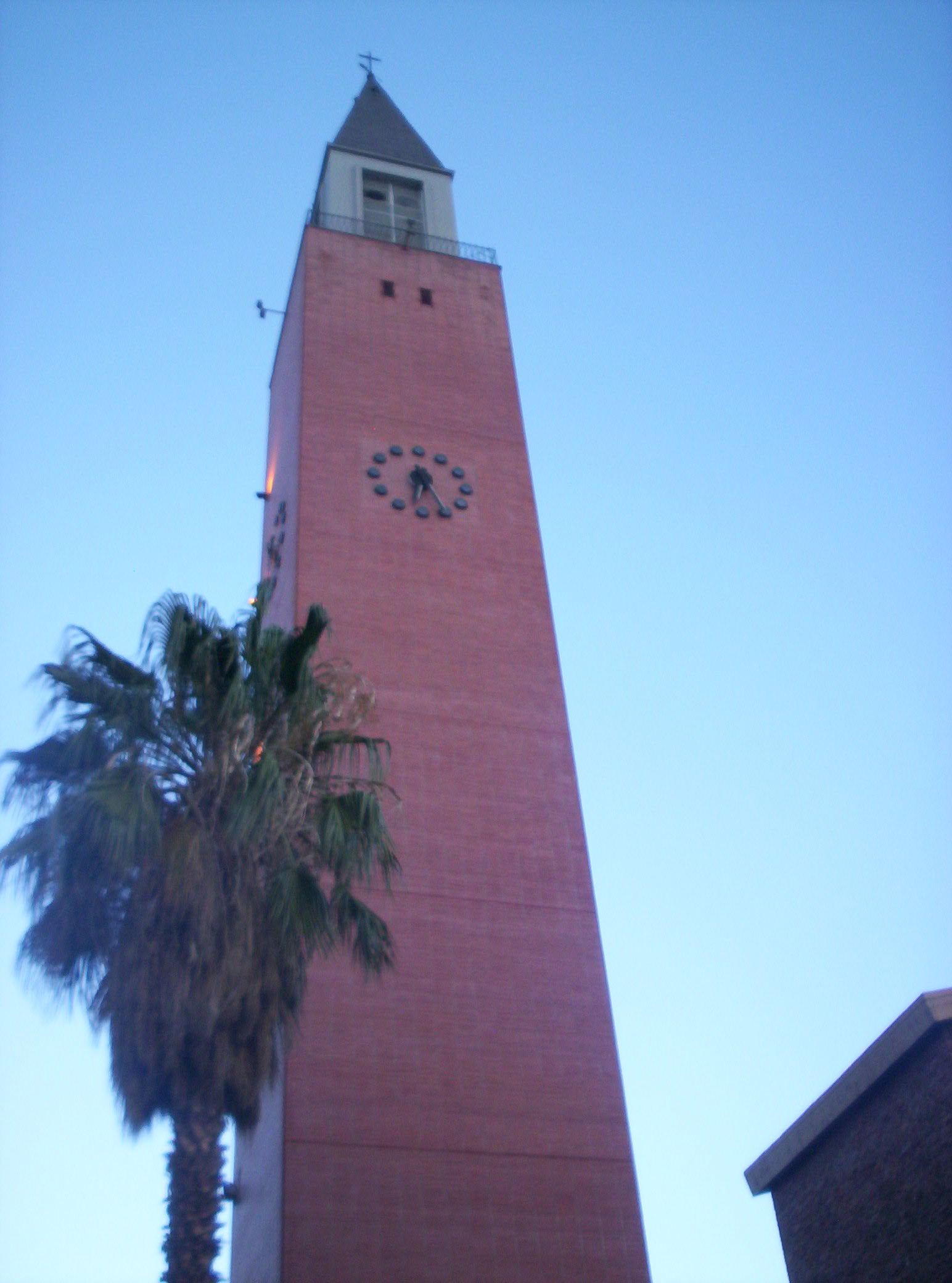
Дзвіниця Кафедрального собору
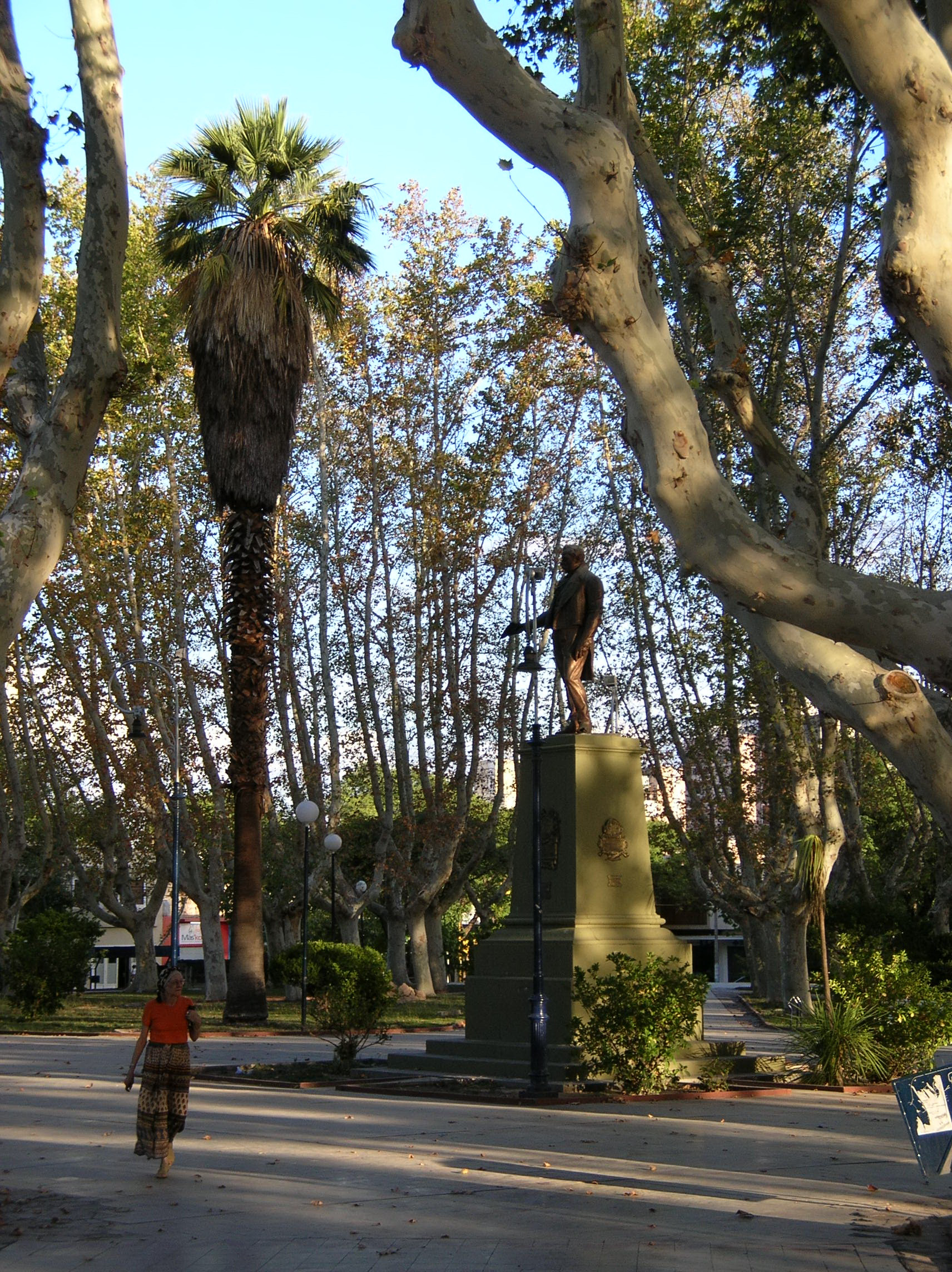
Площа Лапріда
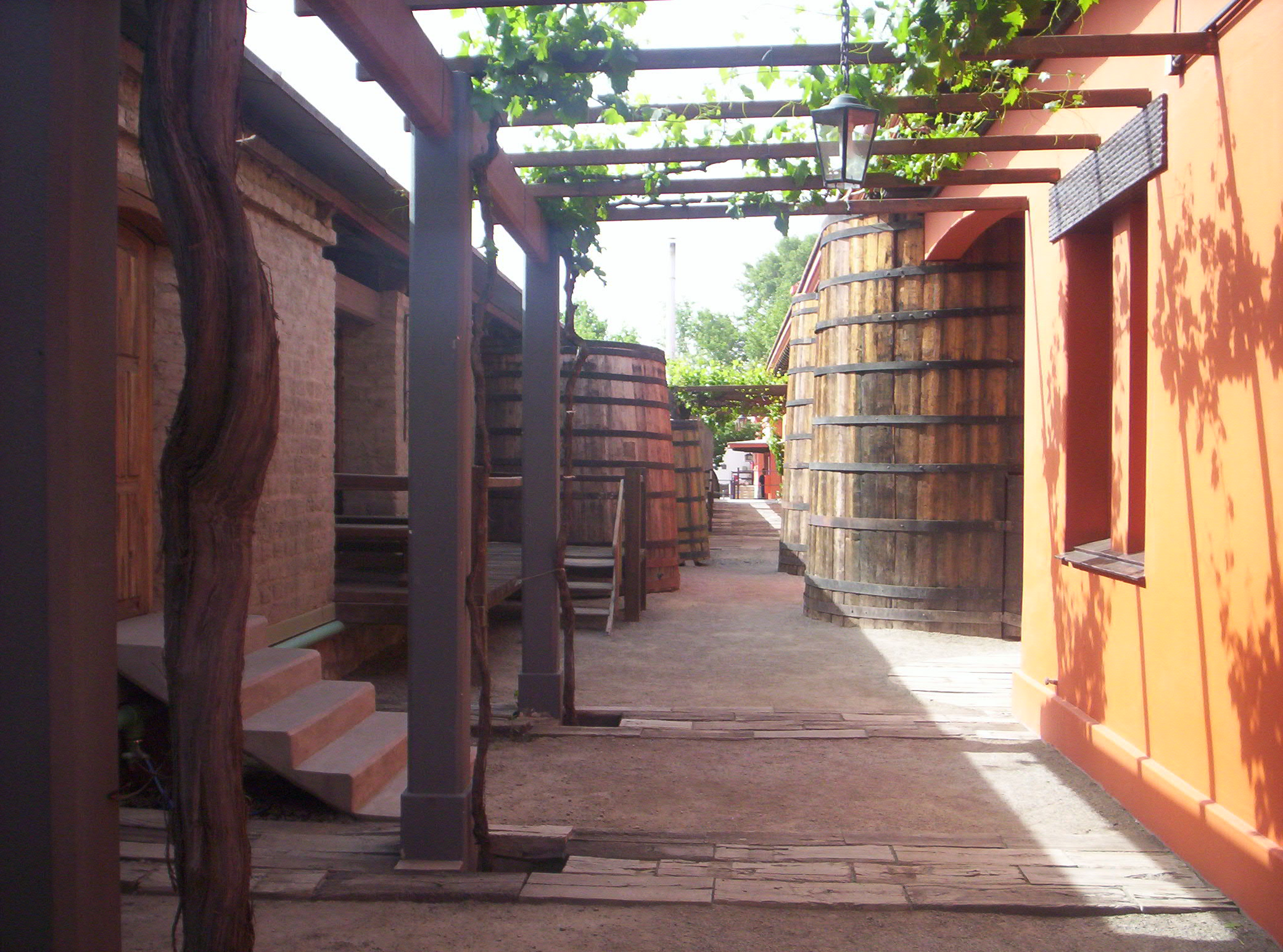
Музей Граффінья
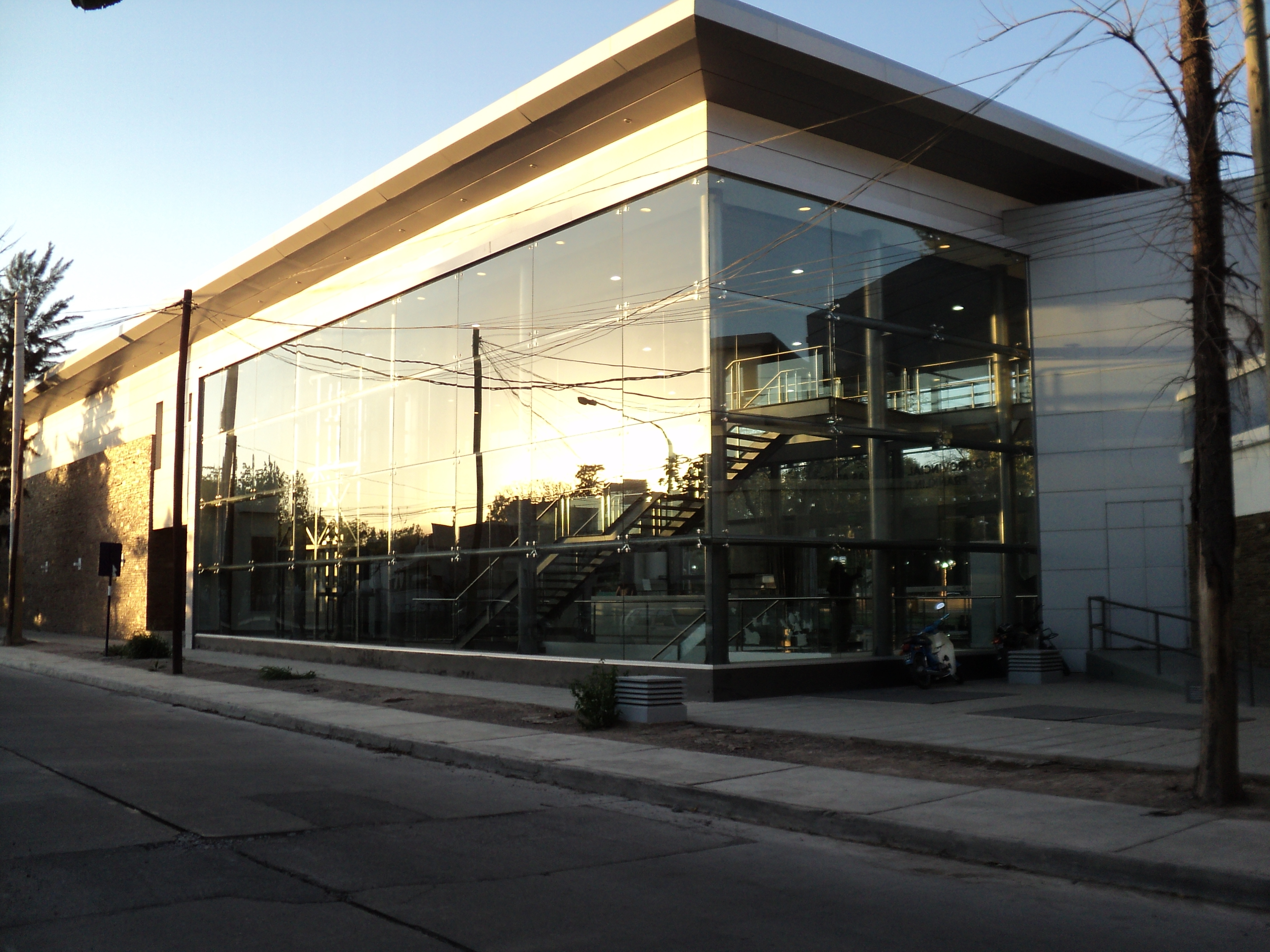
Музей образотворчих мистецтв

## Видатні особи

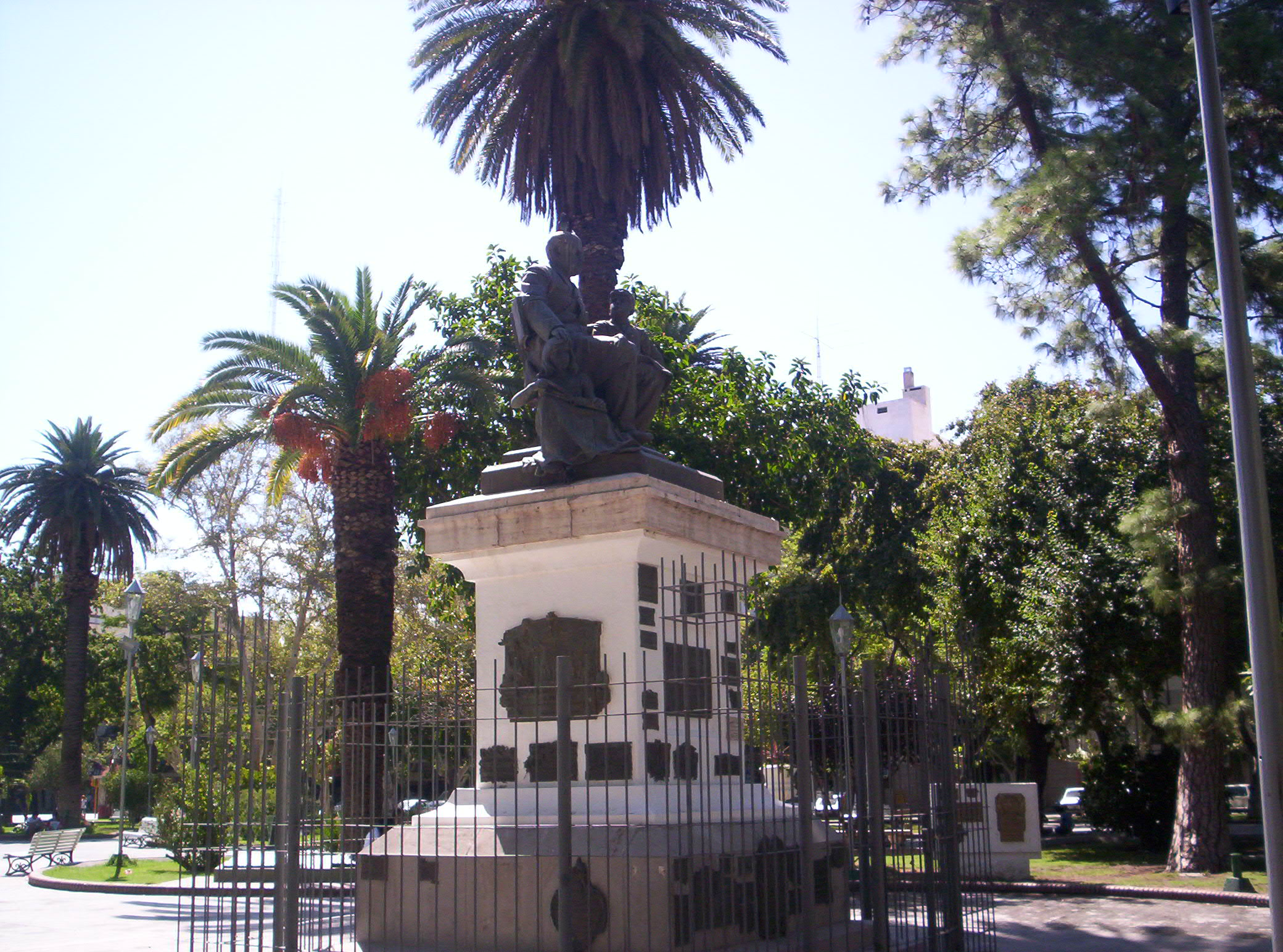
Пам'ятник Д. Ф. Сарм'єнто

У місті Сан-Хуан народилися такі відомі люди:
- Домінго Фаустіно Сарм'єнто — президент Аргентини у 1868—1874 роках
- Рікардо Суніно — гонщик Формули 1, володар 11 гран-прі
- Дієго Альєнде — хокеїст, олімпійський чемпіон 1992 року і чемпіон світу 1995 року

## Міста-побратими
Влада міста Сан-Хуан підписала протокол про братання з такими містами:
- Чилі, Кокімбо, з 2005
- Чилі, Ла-Серена
- Чилі, Вікунья, з 2003
- Іспанія, Нерха, з 1997